# Heisman Trophy

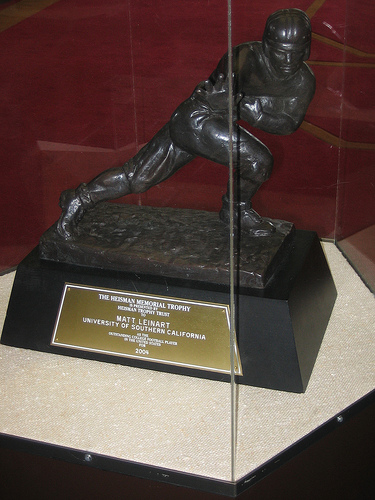
Nagroda Heisman Trophy przyznana Mattowi Leinartowi

Heisman Trophy – najbardziej prestiżowa nagroda indywidualna przyznawana od 1935 roku najwybitniejszemu zawodnikowi w futbolu akademickim. Trofeum nosi nazwę byłego zawodnika i trenera tej dyscypliny, Johna Heismana.
Do Heisman Trophy nominowani mogą być wszyscy zawodnicy futbolu akademickiego, niezależnie od ligi i pozycji. Jednak dotychczas wszyscy zwycięzcy to zawodnicy NCAA Division I Football Bowl Subdivision, grający głównie na pozycji Quarterbacka lub Running backa.
Najwięcej uhonorowanych zawodników grało dla drużyn Notre Dame Fighting Irish, USC Trojans, Ohio State Buckeyes i Oklahoma Sooners (każda 7 razy).
Jednym z najbardziej znanych zdobywców trofeum jest O.J. Simpson.